# Anna Lucińska
Trwa dyskusja nad usunięciem tego biogramu, kliknij i weź w niej udział.
Anna Lucińska (ur. 22 kwietnia 1986 w Warszawie) – polska aktorka telewizyjna i filmowa.

## Życiorys
Zadebiutowała w 2005 roku epizodyczną rolą w serialu Plebania. Popularność przyniosła jej rola detektyw Anny Wilk w serialu paradokumentalnym Malanowski i partnerzy, w którym występowała w latach 2011–2016.
W 2018 roku wzięła udział w 3. edycji programu Agent – Gwiazdy, z którego odpadła w 9. odcinku.

## Filmografia
- 2005, 2007: Plebania – Julka, koleżanka Karoliny
- 2010: Plebania – dziewczyna
- 2010: Apetyt na życie – Kasia, stażystka
- 2011–2016: Malanowski i partnerzy – detektyw Anna Wilk
- 2012: Przyjaciółki – księgowa Grzegorza
- od 2012: Na dobre i na złe – pielęgniarka Anna Styczeń
- 2014: Wkręceni – tłumaczka
- 2016: Smoleńsk – dziennikarka telewizyjna
- 2016: Sługi boże – stewardessa
- 2017: Po prostu przyjaźń – Monika
- 2017: Bies – kobieta
- 2018: W rytmie serca – pielęgniarka
- 2020: O mnie się nie martw – dziennikarka
- 2021: Kowalscy kontra Kowalscy – Margo
- 2022: Kuchnia – Dżesika
- 2022: 8 rzeczy, których nie wiecie o facetach – prowadząca
- 2023: Porady na zdrady 2
- 2024: Baby boom, czyli kogel-mogel 5
- 2024–2025: Malanowski. Nowe rozdanie – detektyw Anna Wilk